# Neuberg an der Mürz
Neuberg an der Mürz osztrák mezőváros Stájerország Bruck-mürzzuschlagi járásában. 2017 januárjában 2618 lakosa volt.

## Elhelyezkedése

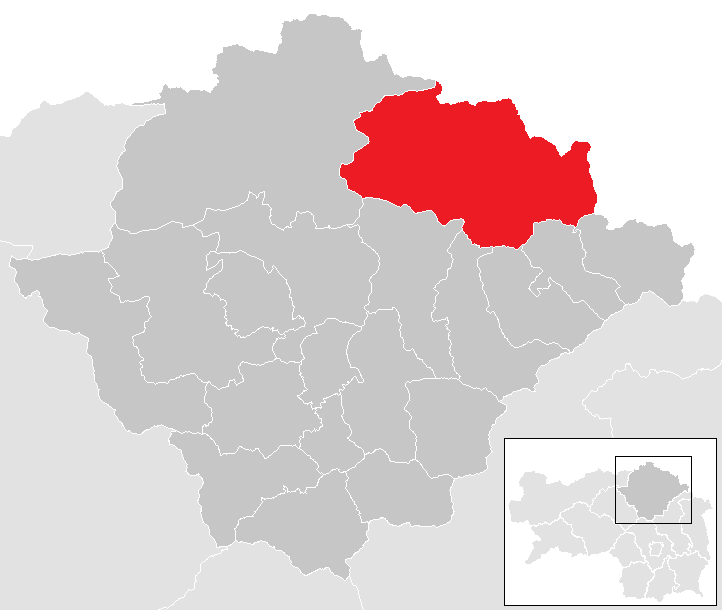
Neuberg an der Mürz a Bruck-mürzzuschlagi járásban

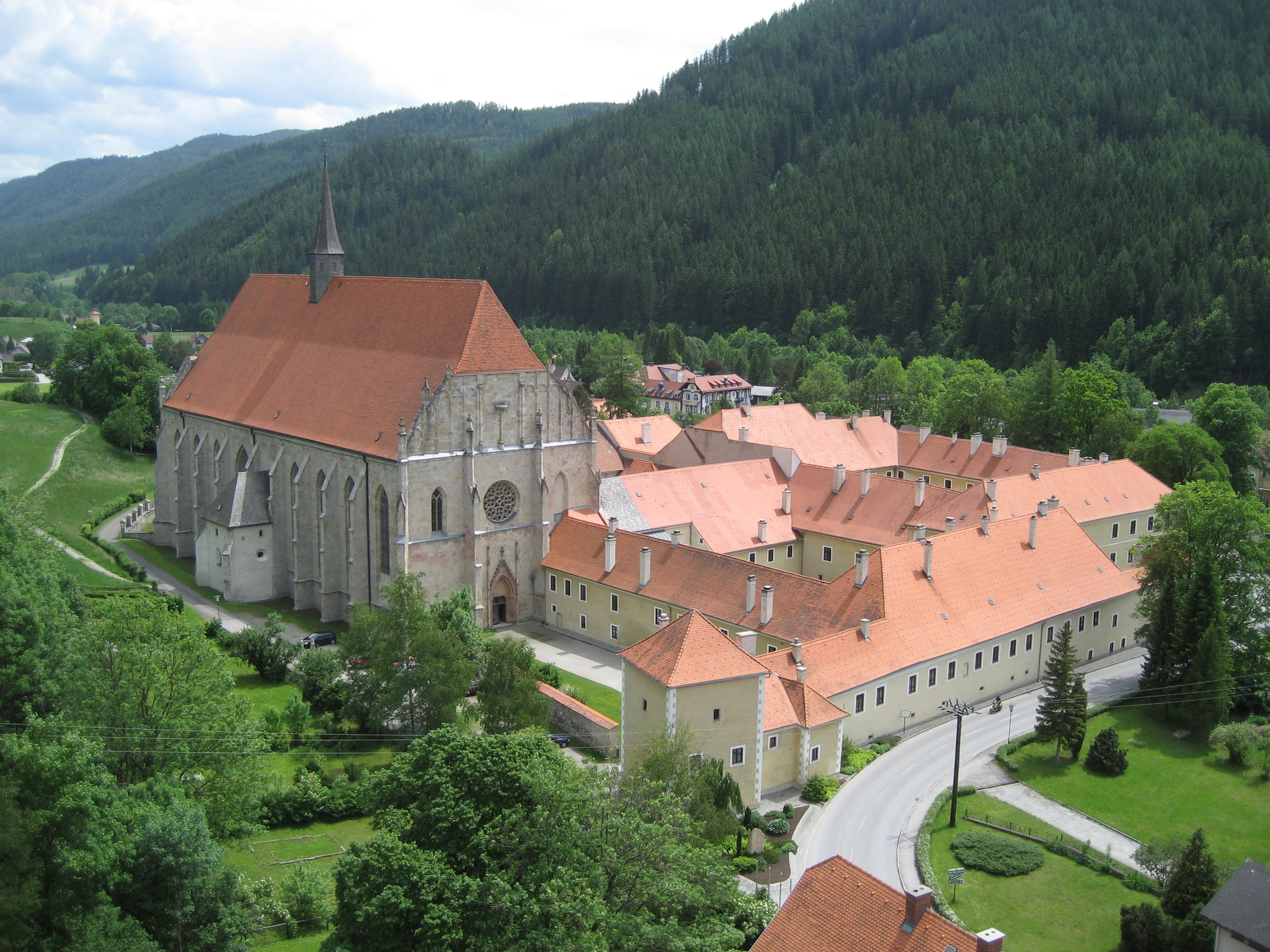
A volt cisztercita kolostor

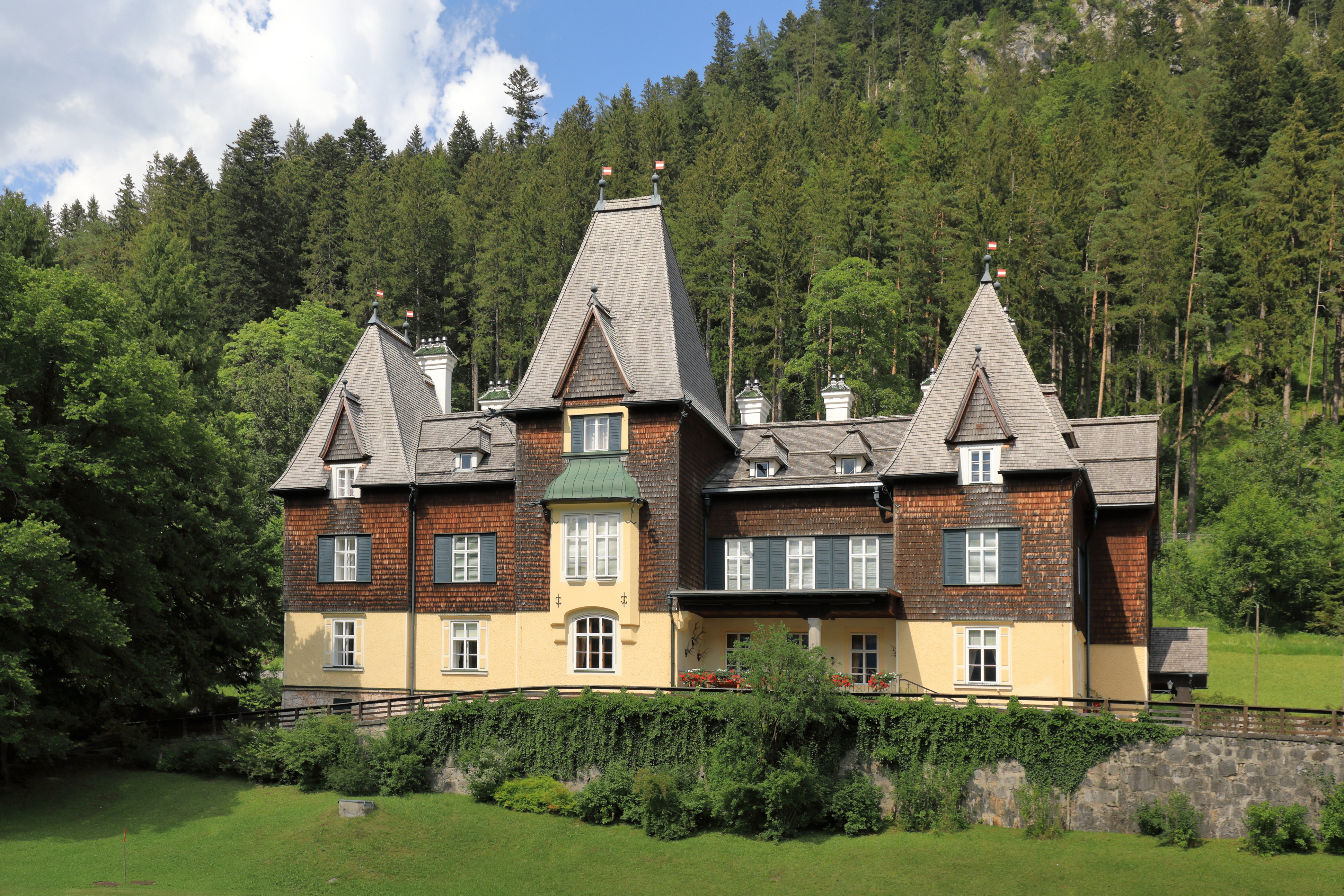
A mürzstegi vadászkastély

Neuberg an der Mürz Felső-Stájerország keleti részén fekszik, a Mürz folyó felső szakasza mentén, a Schneealpe hegység lábánál. Az önkormányzat 6 katasztrális községben 22 települést egyesít: Alpl (592 lakos), Altenberg (266), Arzbach (75), Dobrein (80), Dürrenthal (12), Frein an der Mürz (42), Greith (36), Dorf (253), Kaltenbach (2), Kapellen (429), Krampen (127), Lanau (46), Lechen (69), Mürzsteg (235), Neudörfl (89), Niederalpl (15), Raxen (46), Scheiterboden (39), Steinalpl (4), Stojen (140), Tebrin (7), Veitschbach (14). A polgármesteri hivatal Dorfban található.
A környező önkormányzatok: délkeletre Spital am Semmering és Mürzzuschlag, délre Langenwang és Krieglach, délnyugatra Sankt Barbara im Mürztal, északnyugatra Mariazell, északra Sankt Ägyd am Neuwalde, északkeletre Schwarzau im Gebirge, keletre Reichenau an der Rax (az utolsó három Alsó-Ausztriában).

## Története
A neubergi cisztercita kolostort Vidám Ottó herceg alapította 1327-ben (II. József 1786-ban záratja be), amely azon kevés osztrák kolostorok közé tartozik, amely megtartotta középkori jellegét. 1379-ben itt kötötte III. Albert és III. Lipót a neubergi egyezményt, amelyben felosztották egy más között a Habsburg-tartományokat.
A kolostor már a középkorban üzemeltetett egy vas- és acélfeldolgozó műhelyt, amely a 18. század végén az egyházi javak szekularizációja után egy állami alaphoz került, majd a 19. században privatizálták. Az Alpine Montan AG birtokában lévő acélmű a császári és királyi hadseregnek is szállított fegyvereket. Arzbachba egy magnezitfeldolgozó üzem települt.
Az 1848-as bécsi forradalom után megszűnt a lehetőség arra, hogy az uralkodócsalád a bécsi erdőben vadásszék, ezért a vadászatért lelkesedő Ferenc József a teljes egészében állami kézben levő neubergi erdőben hódolt kedvtelésének. A császár 1852-ben kibérelte a volt kolostorépületet, 1870-ben pedig Mürzstegben saját vadászkastélyt építtetett. Az uralkodó minden évben eltöltött Neubergben néhány napot és több alkalommal itt fogadta vendégeit, többek között az orosz cárokat.
A világháborúk után a felső-stájerországi nehézipar válságba került. A Bécshez viszonylag közeli Neuberg gazdasága a turizmusra állt át. A Mürzzuschlag-Neuberg vasúti szárnyvonal 1876-ban nyílt meg, de 1996-ban bezárták. Az 1960-as évek végén és a 70-es években Neuberg volt a német áruházmágnás, H. Horten és felesége kedvenc nyaralóhelye és vadászterülete; Horten új óvodát építtetett a városban és kicseréltette a templom orgonáját.
A 2015-ös stéjerországi közigazgatási reform során Neuberg am Mürz területe jelentősen megnövekedett; hozzá csatolták  Altenberg an der Rax, Kapellen és Mürzsteg községeket. 

## Lakosság
A Neuberg an der Mürz-i önkormányzat területén 2017 januárjában 2618 fő élt. A lakosságszám 1890-ben érte el csúcspontját 6877 fővel, azóta többé-kevésbé csökkenő tendenciát mutat. 2015-ben a helybeliek 87,5%-a volt osztrák állampolgár; a külföldiek közül 1,3% a régi (2004 előtti), 3,5% az új EU-tagállamokból érkezett. 1,7% a volt Jugoszlávia (Szlovénia és Horvátország nélkül) vagy Törökország, 6% egyéb országok polgára. 2001-ben a lakosok 73%-a római katolikusnak, 6,7% evangélikusnak, 2,6% mohamedánnak, 14,7% pedig felekezet nélkülinek vallotta magát.

## Látnivalók

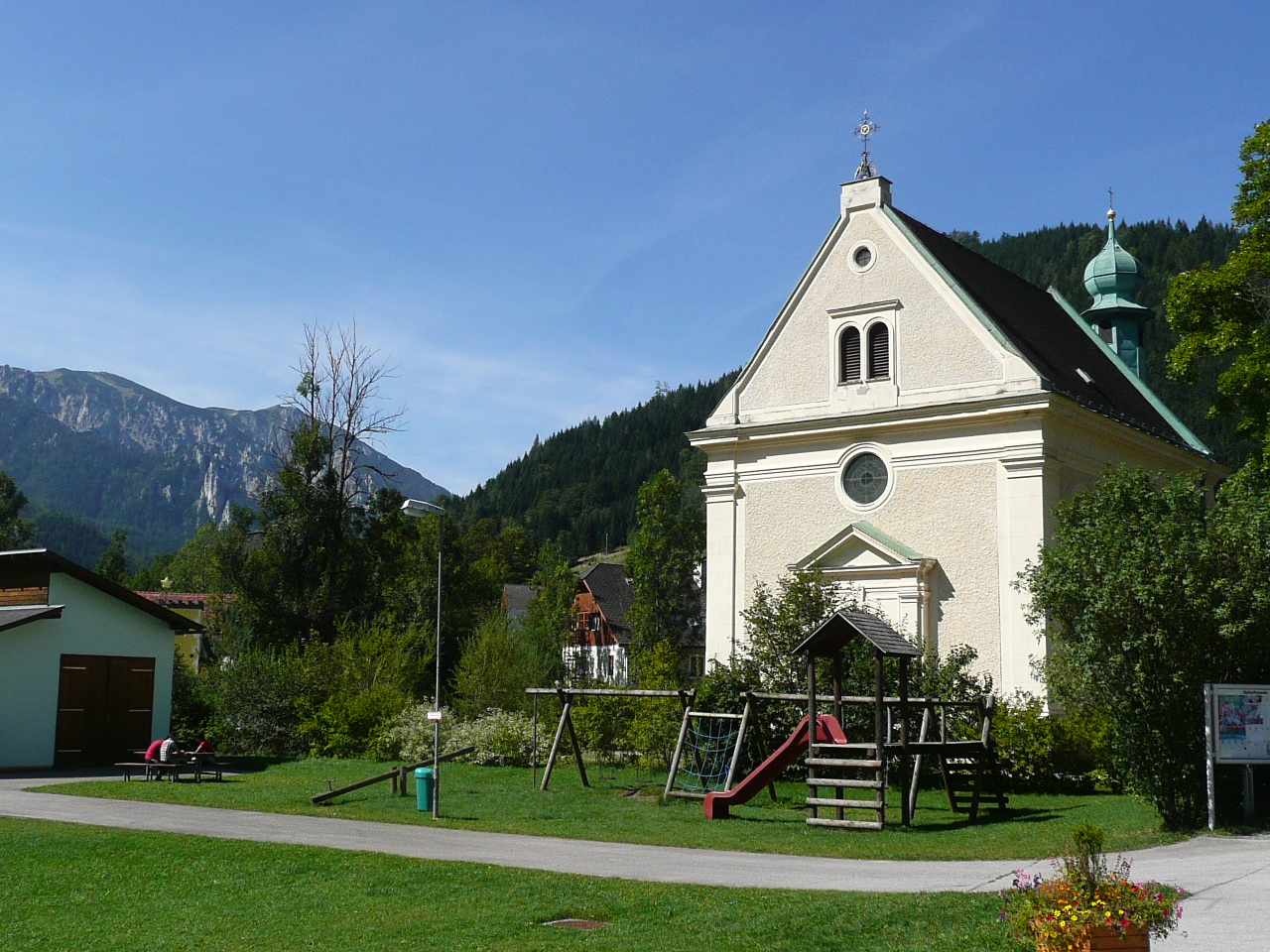
Mürzsteg temploma

- a volt cisztercita kolostor és a Mária mennybemenetele-plébániatemplom
- a mürzstegi vadászkastély
- Mürzsteg Fájdalmas anya-plébániatemploma
- Kapellen Szt. Margit-plébániatemploma
- az ún. Zöldrét-templom
- a lakóházzá átalakított volt neubergi Szt. Anna-templom

## Fordítás
- Ez a szócikk részben vagy egészben  a   Neuberg an der Mürz című német Wikipédia-szócikk ezen változatának fordításán alapul.  Az eredeti cikk szerkesztőit annak laptörténete sorolja fel. Ez a jelzés csupán a megfogalmazás eredetét és a szerzői jogokat jelzi, nem szolgál a cikkben szereplő információk forrásmegjelöléseként.